# Адвентивні організми
Адвентивні організми (види) (від лат. adventus — прихід) — дикорослі види (рослини), перенесені на нову для них територію (відокремлену від вихідного ареалу) в результаті прямого або непрямого впливу людини, які облаштувалися в штучних або природних ценозах. Порівн. Аборигенні види.